# Єста Маґнуссон
Єста Маґнуссон (швед. Gösta Magnusson, 1915 — 1948) — шведський важкоатлет.
Бронзовий призер Олімпійських Ігор 1948 року в напівважкій вазі.
Чемпіон Європи 1948 року в напівважкій вазі.